# Пресняков, Андрей Корнеевич
Андре́й Корне́евич Пресняко́в (1856, Ораниенбаум — 4 (16) ноября 1880) — русский революционер, народник, член партии «Народная воля».

## Биография

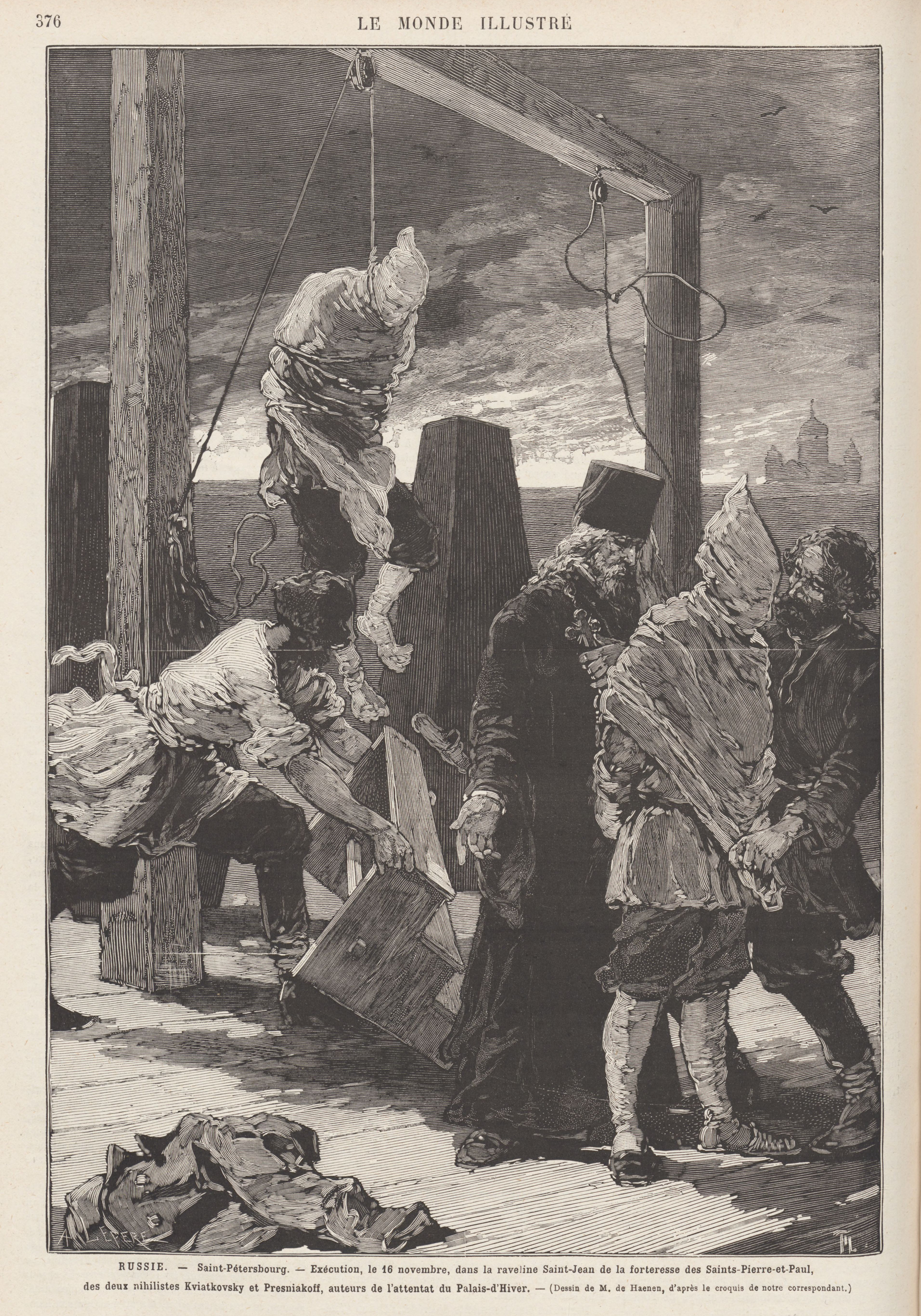
Казнь 16 ноября в Петропавловской крепости Квятковского и Преснякова, виновных в теракте в Зимнем дворце (рисунок Ханена по наброску корреспондента). Le Monde illustré, 18 декабря 1880 года.

Родился в семье дворцового сторожа. Учился в учительской гимназии в Гатчине. Был студентом Петербургского учительского института. В 1875 году, окончив первый курс, ушёл из института. Поступил слесарем на завод Голубева в Петербурге. Там начал революционную деятельность. Работал токарем и слесарем на многих петербургских заводах, бывал на сходках землевольцев, знал Плеханова, Натансона.
В 1876—1877 годах вместе со Степаном Халтуриным, Карлом Иванайненом и другими участвовал в организации рабочих кружков в Петербурге. Один из организаторов Казанской демонстрации 1876 года. В 1877 году вместе с Н. С. Тютчевым и А. А. Квятковским организовал «рабочую дезорганизаторскую группу». Летом 1877 году убил осведомителя Департамента полиции Н. А. Шарашкина.
Арестован в Петербурге 4 октября 1877 года. Привлекался по делу «Общества друзей» и по делу об убийстве Шарашкина. 17 апреля 1878 года бежал из Коломенской полицейской части. Уехал за границу. Жил в Париже, Лондоне.
В марте 1879 года вернулся в Россию, жил в Саратове, а с осени в Петербурге, где присоединился к народовольцам. В октябре 1879 года отвозил в Харьков динамит, следил в Симферополе за выездом Александра II, участвовал в покушении 18 ноября под Александровском. 3 февраля 1880 года убил по распоряжению Исполнительного Комитета «Народной воли» на Малой Невке давшего в полиции правдивые показания А. Я. Жаркова, выдавшего типографию «Черного передела».
24 июля 1880 года Преснякова арестовали. При аресте оказал вооружённое сопротивление. По процессу шестнадцати приговорён к смертной казни. Вместе с Александром Квятковским повешен 4 (16) ноября 1880 года в Петропавловской крепости.